# Рапунцел и разбойникът
Рапунцел и разбойникът (на английски: Tangled) е американски 3D компютърно-анимационен музикален приключенски филм, продуциран от Уолт Дисни Анимейшън Студиос и реализиран от Уолт Дисни Пикчърс. Вдъхновен от немската приказка Рапунцел от колекцията с народни приказки, обнародвани от фолклористите Братя Грим, това е 50-ият пълнометражен анимационен филм на Дисни. Озвучен с гласовете на Манди Мур, Закари Леви и Дона Мърфи, филмът разказва историята на изгубена, млада принцеса с вълшебна дълга руса коса, която копнее да напусне уединената си кула. Против желанието на майка си, тя приема помощта на един натрапник, който да ѝ покаже света, който никога не е виждала.
Малко преди да бъде издаден филмът, заглавието му Рапунцел е променено, за да е полово неутрално. Рапунцел и разбойникът е шест години в производство с бюджет от 260 милиона долара, който го превръща в най-скъпия анимационен филм, правен някога, и един от най-скъпите филми за всички времена. Филмът използва уникален художествен стил, който съчетава компютърно генерирани изображения и традиционна анимация, като същевременно използва нефотореалистично изобразяване, за да създаде впечатление за картина. Композитор на партитурите е Алан Менкен.
Предприемиерата на филма е на 14 ноември 2010 г. в театър "Ел Капитан", а официалната е на 24 ноември. Филмът печели приходи в размер на 592 милиона долара от световния боксофис, 200 милиона - от Съединените щати и Канада, и е похвален от критиците и публиката за своята анимация, сценарий, герои и музикална партитура. Филмът е номиниран за редица награди, включително за най-добра оригинална песен на 83-те награди на Академията. През 2012 г. е издаден късометражният анимационен филм Рапунцел и разбойникът завинаги, а през 2017 г. е премиерата на сериала Приключенията на Рапунцел и разбойника.

## Сюжет
Много отдавна от една капка течна слънчева светлина пониква вълшебно лечебно цвете. В продължение на векове майка Готел използва цветето, за да запази младостта си и се ядосва, когато войници от близкото кралство го откъсват, за да излекуват болната и бременна кралица. Малко след това кралицата ражда принцеса Рапунцел, чиято златна коса съдържа лечебните свойства на цветето. Готел се опитва да открадне кичур коса от Рапунцел, за да използва магията за пореден път, но открива, че подстигването на косата я прави безсилна. Тогава тя отвлича Рапунцел и я отглежда като своя дъщеря в тайна кула. За да изолира Рапунцел от външния свят, Готел я учи да се страхува от света и хората в него. Всяка година кралят и кралицата пускат небесни фенери на рождения ден на Рапунцел, надявайки се дъщеря им да ги види и да се върне.
В навечерието на осемнадесетия си рожден ден Рапунцел моли да напусне кулата и да открие източника на фенерите, но Готел отказва. Междувременно в кралството крадец на име Флин Райдър краде от двореца предназначената за Рапунцел корона и изоставя партньорите си, братята Стабингтън, докато бяга. Той се укрива с короната в кулата на Рапунцел, но тя го поваля в безсъзнание и го скрива в килера. Готел се завръща, а Рапунцел се опитва да ѝ покаже Флин, за да покаже, че е готова за "опасния" външен свят. Въпреки това Готел не е съгласна.
Рапунцел изпраща Готел на тридневно пътуване, за да ѝ донесе бои. След като Готел тръгва, Рапунцел скрива короната от Флин и я използва, за да го убеди да я заведе и да види фенерите за рождения си ден. По пътя Флин води Рапунцел в "Сгушеното пате", кръчма, пълна със заплашителни бандити, които първоначално се опитват да заловят издирвания Флин, но вместо това Рапунцел ги очарова. Междувременно Готел се сблъсква с Максимус, дворцов кон, решен да залови Флин. Вземайки предвид, че стражите на кралството може да се стигнат до тайната ѝ кула, тя се връща, за да провери Рапунцел, но открива само чантата на Флин с открадната корона и тя тръгва след двойката.
Кралските войници, водени от Максимус, пристигат в кръчмата в търсене на Флин. Рапунцел и Флин избягват през проход, но се оказват в капан в наводняваща се пещера. Примирен със съдбата, Флин разкрива истинското си име Юджийн Фицхърбърт, а Рапунцел разкрива, че косата ѝ свети, когато запее. Те използват светлината, за да избягат от пещерата и да се укрият в гората. Същата вечер Готел, която вече е в съюз с братята Стабингтън, дава короната на Рапунцел и предлага да я използва, за да провери лоялността на Юджийн.
На сутринта Максимус намира двойката и се опитва да арестува Флин, но Рапунцел предлага примирие в чест на рождения си ден. Групата достига кралството и се наслаждава на тържествата за рождения ден; това завършва с вечерен круиз, когато кралят, кралицата и гражданите пускат фенерите. Там Рапунцел дава короната на Юджийн, тъй като е изпълнил мечтата ѝ да види фенерите лично. Те признават любовта си и са на път да се целунат, когато Юджийн забелязва на брега Стабингтън. Той оставя Рапунцел да им даде короната като извинение, но те го нападат и го връзват за лодка, насочена към двореца. Юджийн е задържан, докато братята убеждават Рапунцел, че той я е изоставил. Готел организира спасяване, като атакува братята и се връща с Рапунцел в кулата.
Там Рапунцел внезапно разпознава символа на кралството, който подсъзнателно е включвала в картините си през годините. Осъзнавайки, че тя е отдавна изгубената принцеса, за която хората изпращат фенерите, тя гневно се изправя срещу Готел. В същото време Максимус и бандитите от кръчмата помагат на Юджийн да избяга от плен. Максимус връща обратно Юджийн в кулата на Готел. Юджийн влиза, като се катери по косата на Рапунцел, но открива, че тя е завързана и със запушена уста. Готел намушква Юджийн и се опитва да избяга с Рапунцел. Рапунцел се съгласява да тръгне доброволно, ако Готел ѝ позволи първо да излекува Юджийн. В желанието си да бъде свободна, Юджийн отрязва косата на Рапунцел, която става кафява и губи магията си, което кара Готел да остарее бързо и да умре. Юджийн още веднъж признава любовта си и умира.
Съкрушена, Рапунцел тъгува за Юджийн, но една от сълзите ѝ, все още съдържаща магията на цветето, пада върху бузата му и му връща живота. Двамата се връщат в кралството, където кралят и кралицата се събират с дъщеря си и прощават на Юджийн. И накрая, след известно време, Рапунцел се омъжва за Юджийн.

## Актьори
- Манди Мур – Рапунцел
  - Делани Роус Стейн – Рапунцел (дете)
- Закари Леви – Флин Райдър
- Дона Мърфи – Майка Готел
- Брад Гарет – Разбойник с кука
- Рон Пърлман – Стабингтън
- Джефри Тембор – Разбойник с голям нос
- Ричард Кил – Влад
- Ем Си Гейни – Капитан на войниците
- Пол Томпкинс – Дребен разбойник

Неговорещите животни персонажи включват домашния хамелеон на Рапунцел Паскал и Максимус, конят на шефа на дворцовата охрана. Другите неговорещи герои са родителите на Рапунцел (кралят и кралицата), другият брат Стабингтън и Улф мимът.

## Продукция

### Произход и концепция
Концепцията за анимационен филм, базиран на приказката на Братя Грим Рапунцел, произхожда от 1996 г. от водещия аниматор на Дисни Глен Кийн. През 2001 г. Кийн предлага идеята на тогавашния изпълнителен директор на Дисни Майкъл Айснер, който я одобрява, но иска филмът да бъде анимиран чрез компютър. Кийн обаче се двоуми, тъй като смята, че компютърната анимация не е толкова "жива", колкото традиционната анимация. През октомври 2003 г. филмът е обявен, като компютърна анимация, планирана за издаване през 2007 г., която Кийн описва като "Шрек-подобна версия", но със съвсем различна концепция. Кийн споделя за оригиналния сюжет: "Беше забавна, прекрасна, остроумна версия и имахме няколко страхотни сценаристи. Но със сърцето си вярвах, че има нещо много по-искрено и истинско, за да се измъкнем от историята, затова го оставихме настрана и се върнахме към корените на оригиналната приказка". Според Ед Катмул в един момент самият Айснер предложил да се използва съвременния Сан Франциско като начална среда в началото на филма и след това по някакъв начин да пренесе героинята в приказен свят, но Кийн не е могъл да накара тази идея да проработи. Производството на филма е спряно около седмица преди Катмул и Джон Ласитър да бъдат поставени начело на студиото през януари 2006 г. и едно от първите им решения е да рестартират проекта и да помолят Кийн да продължи с работата. Първоначално е обявено, че филмът ще бъде издаден през април 2007 г., че номинираният за Ани аниматор и художник на сториборд Дийн Уелинс ще е режисьор на филма заедно с Глен Кийн. На 9 октомври 2008 г. е съобщено, че Кийн и Уелинс са се оттеглили като режисьори поради други ангажименти и са заменени от екипа на Байрън Хауърд и Нейтън Грено, съответно режисьор и режисьор на сториборда, на анимационния филм на Дисни Гръм от 2008 г. Кийн остава като изпълнителен продуцент и водещ аниматор, докато Уелинс преминава към разработването на други късометражни и игрални филми. След излизането на филма Кийн разкрива, че е "отстъпил" от ролята на режисьор заради прекаран инфаркт през 2008 г.

### Кастинг
На 10 септември 2009 г. е съобщено, че актрисата и автор на песни Манди Мур, която преди това е работила с Дисни по озвучаването на филма Братът на мечката 2 на Диснитуун Студиос, е избрана да озвучи Рапунцел, а актьорът Закари Леви е избран да озвучи Флин Райдър. Манди Мур се явява на прослушване, когато чува, че се продуцира филм за историята на Рапунцел. По-късно Мур споделя, че от малка е мечтала да бъде принцеса на Дисни и казва, че с ролята на Рапунцел е изпълнила "детската си мечта". Тя се определя като "фенка" на анимационни филми на Дисни като Малката русалка, Красавицата и звярът, Аладин и Цар лъв и че за нея е чест да бъде част от това "наследство" и икони на Дисни. Тъй като филмът е мюзикъл, се изисква от всички, явили се на кастинга, да прочетат няколко сцени и да изпълнят песен по свой избор, за да се гарантира, че озвучаващите актьори могат и да пеят. Мур избира да изпее Help Me на Джони Мичъл, песен, която тя самата е включва в четвъртия си студиен албум, Coverage (2003). Мур разкрива, че е трябвало да присъства на няколко сесии за прослушване, и описва преживяванията като "доста забавни", но не е положила много надежда за получаване на ролята, защото е вярвала, че има голяма конкуренция за тази роля. Когато получава обаждане от Дисни, че е получила ролята, Мур се описа като "сякаш скочих над луната - и допълва - По това време работех в Ню Йорк. Бях с приятели и съпруга си, и веднага изкрещях, като разбрах новината".
Разходите по производството на филма възлизат на 260 милиона долара.

### Писане и развитие на героите
Когато я питат за героинята ѝ, Манди Мур казва, че Рапунцел е релевантен персонаж и я нарича "ренесансова, бохемска" жена, а не типична принцеса на Дисни" и допълва: "[Рапунцел] не знае, че е принцеса [до края на филма]. Тя просто е наистина мотивирана да разбере какво още има там отвъд тази луда кула, в която живее от 18 години. Тя е много независима, може да се грижи за себе си и определено е измислила наистина забавни начини да да се занимава".
Според Грено един от най-големите проблеми по време на разработването на сюжета е как да бъде изведена Рапунцел от кулата, без да се стига бързо до финала на филма, тъй като тя бяга от майка Готел и няма други конкретни цели, които да преследва. Един ден аниматорът Джон Рипа дава идея, която се оказа решението, което търсят - мистериозни небесни фенери.